# Jing'an (Yichun)
Jing’an léase Ching-Án (en chino, 靖安县; pinyin, Jìng'ān xiàn) es un condado bajo la administración directa de la Prefectura Yichun en la provincia de Jiangxi, República Popular China. Su área es de 1377 km² y su población total para 2018 superó los 150 mil habitantes.

## Administración
Desde 2020 el Condado de Jing’an se divide en 9 pueblos que se administran en 5 poblados y 6 villas.